# LCP
LCP — скорочення від Link Control Protocol — протокол управління з'єднанням.

## Призначення протоколу
LCP є частиною протоколу PPP (Point-to-Point Protocol). При встановленні з'єднання PPP передавальний і приймаючий пристрій обмінюються пакетами LCP для уточнення специфічної інформації, яка буде потрібна при передачі даних.
Узгодження параметрів з'єднання проводиться у формі переговорів.
LCP протокол здійснює:
- перевірку ідентифікації з'єднувальних пристроїв і, внаслідок цього вирішує або відхиляє установку з'єднання
- визначення прийнятного розміру кадрів для передачі MTU і прийому — MRU
- обмеження по ширині каналу
- шифрування аутентифікації з'єднання
- стиснення даних
- виявлення петель маршрутизації
- перевірку синтаксису і пошук помилок в конфігурації
- розрив з'єднання, якщо яке-небудь значення перевищує заданий параметр

Пристрої не можуть передавати дані один одному по мережі перш ніж LCP пакети не визначать доступність встановлюваного з'єднання.
Так як LCP інкапсулюються в кадри РРР, необхідно встановлення початкове з'єднання РРР перш ніж LCP зможе перевизначити його. Пакет LCP поверх PPP містить код протоколу 0xC021 і має чотири поля — код, ідентифікатор, довжина і дані.

## Стадії процесу
Процес LCD проходить через чотири фази:
- Організація каналу та узгодження його конфігурації.

Перш, ніж може бути здійснений обмін якими-небудь дейтаграммами мережевого рівня (наприклад, IP), LCP спочатку повинен відкрити зв'язок і узгодити параметри конфігурації. Ця фаза завершується після того, як буде відправлений і прийнятий пакет підтвердження конфігурації.
- Визначення якості каналу зв'язку.

LCP забезпечує необов'язкову фазу визначення якості каналу, яка слідує за фазою організації каналу і узгодження його конфігурації. У цій фазі перевіряється канал з метою з'ясування, чи є якість каналу достатньою для виклику протоколів мережевого рівня. Ця фаза є повністю факультативною. LCP може затримати передачу інформації протоколів мережевого рівня до завершення цієї фази.
- Узгодження конфігурації протоколів мережевого рівня.

Після того, як LCP завершить фазу визначення якості каналу зв'язку, відповідними NCP може бути вибрана конфігурація мережевих протоколів, і вони можуть бути в будь-який момент викликані і звільнені для подальшого використання. Якщо LCP закриває даний канал, він інформує про це протоколи мережевого рівня, щоб вони могли вжити відповідних заходів.
- Припинення дії каналу.

LCP може в будь-який момент закрити канал. Це зазвичай робиться за запитом користувача, але може відбутися також через якусь фізичну подію, таку, як втрата носія або закінчення періоду бездіяльності таймера.